# Окский кризис

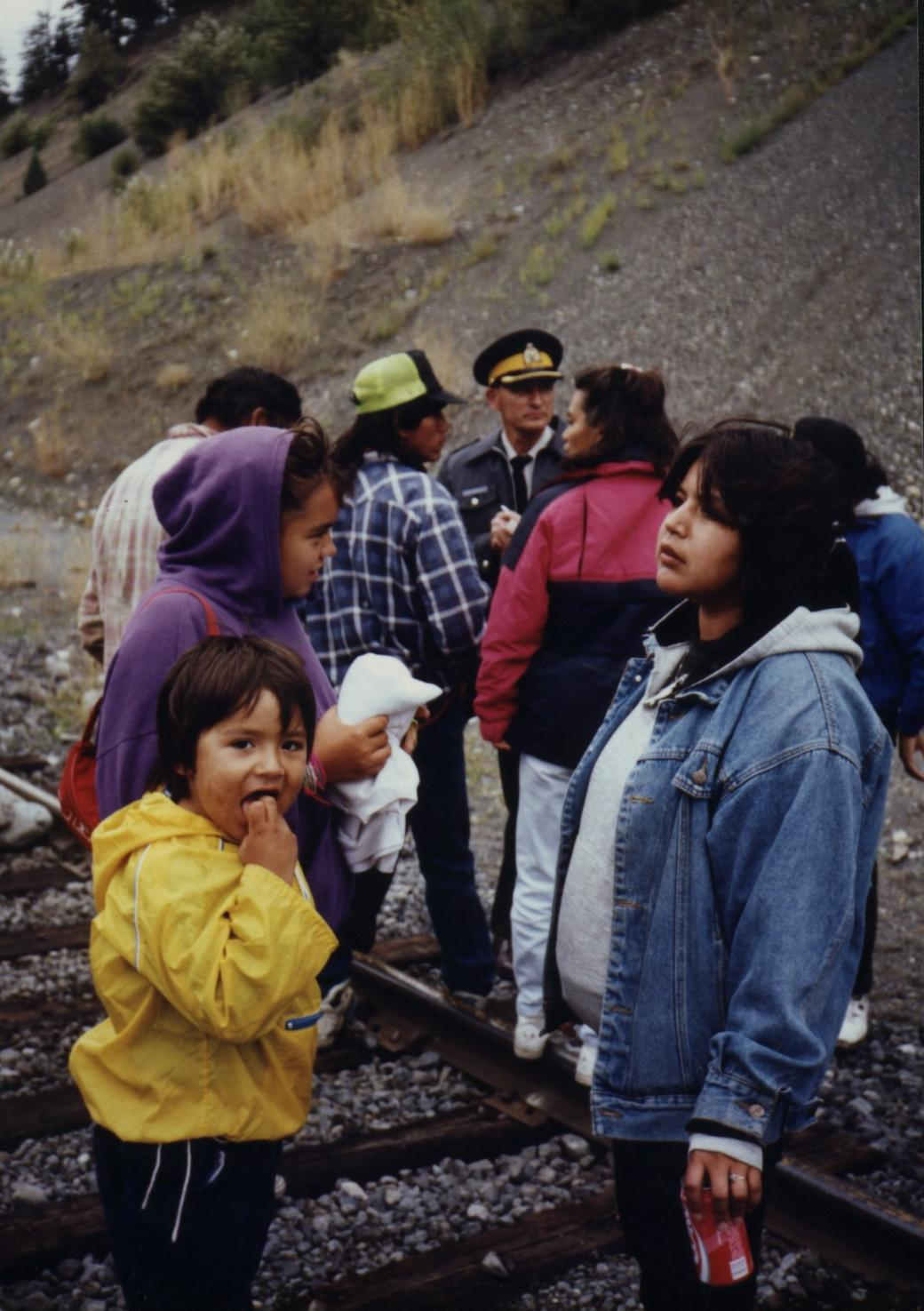
Индейцы лиллуэты из общины Сетон-Лейк блокируют железную дорогу в знак поддержки мохоков, противостоящих посёлку Ока.

Кризис Ока (англ. Oka Crisis; фр. Crise d'Oka) — столкновения индейцев-мохоков из Канесатаке с населением квебекского посёлка Ока в 1990 году. В ходе кризиса, который длился 78 дней, был убит 1 квебекский полицейский. Кризис стал кульминацией столкновений индейских племён с властями Канады по поводу прав на землю во второй половине XX века.

## История
Кризис разразился в связи с планами жителей посёлка Ока расширить поле для гольфа, использовав при этом землю, на которую претендовали мохоки (на спорном участке располагалось старое мохокское кладбище). В знак протеста индейцы стали сооружать баррикады. К ним в помощь прибыли волонтёры-мохоки из США. Через 3 месяца, 11 июля 1990 года, квебекская полиция начала атаковать баррикады, которые постоянно охранялись индейцами. В результате перестрелки был убит полицейский Марсель Лемэ (Marcel Lemay).
После этого разразился кризис. От защиты своей территории мохоки перешли к требованию признать их независимость. К индейцам присоединились правозащитники. В этой ситуации премьер-министр Квебека Робер Бурасса обратился за помощью к вооружённым силам Канады, которые разобрали часть баррикад. Лишь после длительных переговоров 26 сентября 1990 г. были разобраны последние баррикады и индейцы прекратили сопротивление. В 1997 году канадское правительство приобрело спорную землю и передало её мохокам.